# スーパーファミスタ4
スーパーファミスタ4（Super Famista 4）は、1995年3月3日に、ナムコ（後の：バンダイナムコゲームス）から発売された、プロ野球ゲームソフトである。対応機種はスーパーファミコン。スーパーファミコン版のファミスタシリーズ4作目。日本野球機構公認作品。著作権表示の年度は、発売前年（1994年）のものとなっている。

## 概要
本作より、3D視点による、高低差という概念が用いられた（『グレートスラッガーズ』2タイトル以外では初のケース）。また、自社あるいはグループ企業を除けばシリーズ初となる実在企業の広告として、キリンビバレッジ（KIRIN）と契約し、球場やゲーム画面など所々にKIRIN商品の広告を挿入した。
本作では、基本的に1995年シーズン開幕前時点のデータを採用しているが、過去の『スーパーファミスタシリーズ』同様、前年シーズン終了後日本プロ野球界を去った外国人選手として、元オリックス・ブルーウェーブのフランシスコ・キャブレラなどが登場した。また、千葉ロッテマリーンズからヤクルトスワローズへ移籍したヘンスリー・ミューレンや近鉄バファローズを退団しアメリカ球界に移籍（MLBのロサンゼルス・ドジャースとマイナー契約）した野茂英雄がそれぞれ前年の所属球団に登録されているケースも見られた。FA移籍についても反映されているが、読売ジャイアンツの広沢克己の背番号は80番ではなく10番となっていた。
ファミスタシリーズ史上初めて、各チームに本拠地球場（ホームグラウンド）が設定された。また、これに合わせ、架空チームの本拠地となるナムコ球場をはじめいくつかの球場が初登場している。ただし、実在チームの本拠地については、同時期（2月24日）に発売された『実況パワフルプロ野球2』等とは異なり、各球場に名称使用許可を得たわけではないため、架空のものとなっている。

## モード
- 一戦勝負 - 好きなチームと球場を選んで対戦する。
- 三戦勝負 - 上記対戦を三試合に増やしたもの。
- リーグ戦 - 好きなチーム編成・試合数などで行うリーグ戦。球場別のホームグラウンド（本拠地球場）も設定できるようになった（ランダムにすることも可能）。
- オールスター - 通常のセ・リーグとパ・リーグに分かれて争う通常のオールスターゲームに加え、「東西対抗（オールイースト[注 2]対オールウエスト[注 3]）」が追加。
- 入団テスト - オリジナルの選手を作成し選択した球団の入団テストを受けるモード。1人用または2人用モードがあり、合格したプレイヤーは選択した球団に入団できる。背番号は、00,0-99の中から使用できる（最初のプロフィール設定にある、「好きな数字」で決まる）。なお、投手を作る際、トルネード投法に設定することはできない。選手は最大9人まで登録できる。なお、作った選手を入れ替える前の選手を登録させたい場合は、各ゲームモード（○戦勝負、オールスター、入団テスト）内にある「新入団選手一覧」で作った選手を選択し出場停止させることで再登録できる（逆の場合は出場登録させることで可能）。
- オプション - エラー率、ゲームバランス等の設定をする。

## 登場球団
球団名の横に本拠地球場を記載。カッコ内はモデルとなった実在の球場。

### セントラル・リーグ
- 読売ジャイアンツ（巨人） / たまごドーム（東京ドーム。日本ハムと共用。『ファミスタ'88』が初出）[注 4]
- 中日ドラゴンズ /  しゃちほこ（ナゴヤ球場。『ファミスタ'88』が初出）
- 広島東洋カープ / しゃもじ（広島市民球場。初登場）
- 阪神タイガース / ろっこうさん（阪神甲子園球場。『ファミスタ'88』が初出）
- ヤクルトスワローズ / じんぐうのもり（明治神宮野球場。『ファミスタ'93』が初出）
- 横浜ベイスターズ / みなとのよこ（横浜スタジアム。『スーパーファミスタ3』が初出）[注 5]

### パシフィック・リーグ
- 西武ライオンズ / ところざわ（西武ライオンズ球場。『ファミスタ'90』が初出）
- オリックスブルーウェーブ / うらろっこう（グリーンスタジアム神戸。『ファミスタ'92』が初出）
- 近鉄バファローズ / しかせんべい（藤井寺球場。初登場）
- 福岡ダイエーホークス / うまかドーム（福岡ドーム。『ファミスタ'94』が初出で、前作に引き続き登場）[注 6]
- 千葉ロッテマリーンズ / マリン（千葉マリンスタジアム。『スーパーファミスタ』が初出）[注 7]
- 日本ハムファイターズ / たまごドーム（東京ドーム。巨人と共用）

### 架空のチーム
いずれもナムコ球場（初登場）を本拠地とする。
- ナムコスターズ

シリーズ定番の、ナムコキャラクターオールスターチーム。監督は中村。
- ドリームス

名前のとおり、（希望・願望としての）夢のような（景気や縁起の良い）モノ・事柄を名前にした選手で構成されたチーム。監督は「ヒーロー」。また名前にたがわず、全体的に強力な選手が揃っており、隠しチームを除くと作品内では最強。本作の翌年に発売された『スーパーファミスタ5』に登場したアメリカンズは、このチームの選手の能力値を流用しているが、野手のポジションの変更や一部投手のデータ変更も見られる。
隠しチーム
以下は「一戦勝負」「三戦勝負」でのみ、裏技により使用できる。
- 裏ナムコスターズ

プレイヤーキャラクターや主要キャラクターで構成されるナムコスターズに対し雑魚キャラクターやマイナーキャラクターで構成されたチーム。監督は「まいなー」。ナムコスターズの選手名が片仮名・漢字で表記されているのに対して、裏ナムコスターズの選手名は全員が平仮名で表記されている。
- 裏ドリームス

縁起の悪い選手名とは裏腹に突出した能力を持つ選手が多く、控え選手も他チームのトップクラス並の選手の実力を持つ、作中で最強のチームである。監督は「ゆめやぶれ」。「チャンプ」に対する「いんたい」や「金メダル」に対する「よせんおち」など、全ての選手名がドリームスの選手名と対称になっている。

## 野次
本作より「野次」という音声要素が導入され、オプションモードで野次の有無を設定できる。”あり”に設定すると、球場ごとの方言にちなんだ観客からの野次など（檄の類も含む）が流れる。流れる野次は、以下のとおりである。
- 関東弁 - たまごドーム、じんぐうのもり、マリン、ところざわ、みなとのよこ
- 名古屋弁 - しゃちほこ
- 関西弁 - ろっこうさん、うらろっこう、しかせんべい
- 広島弁 - しゃもじ
- 博多弁 - うまかドーム

なお、ナムコ球場には野次が設定されていない（後述）。

## ナムコ球場
グラウンドは両翼：92m・センター：120mのサイズだが、右翼のふくらみが大きく逆に左翼のふくらみが小さい（左翼には小さくラッキーゾーンも設けられている）。収容人員は球場選択画面のデータでは7000人となっているが、試合終了後のナムコットスポーツでの結果告知に掲載される観衆の人数は、7650人となっている。

### ナムコ球場専用BGM
ナムコ球場の場合、野次は設定されておらず、ナムコスターズの絡む試合の各場面には応援曲など通常のBGMの代わりに1980年代頃のナムコゲームBGMが流れる。場面ごとのBGMは次のとおりである（『5』でも概ね流用された）。
- プレイボール - 『マッピー』クリアBGM
- 試合中通常時 - 『ディグダグ』メインテーマ
- 代打テーマ - 『マッピー』ボーナスステージ開始テーマ（イントロ）→『マッピー』メインテーマ
- フェアグラウンド落球時（エラーなどを除く） - 『ディグダグII』スパートBGM
- チャンステーマ - 『リブルラブル』オーバーチャージテーマ
- イニング内第1得点後チャンステーマ - 不詳（イントロ）→上記チャンステーマと『ゼビウス』メインテーマのミックス

イントロ以外は、『スーパーファミスタ2』のナムコスターズの代打テーマと概ね同じである。
- イニング内第2得点以降追加後のテーマ（チャンス時・非チャンス時共通） - 『ニューラリーX』ラウンドクリアBGM（イントロ）→同メインテーマ
- タイム時 - 『ディグダグII』ネームエントリーBGM
- チェンジ時 - 『ディグダグ』クリアBGM
- ホームラン - 『ギャラガ』チャレンジングステージパーフェクトBGM
- ゲームセット - 『マッピー』ミスBGM

## 入団テストのデータ表

### 走塁テスト
| 秒数           | 走力(野手) | 防御率(投手) |
| -------------- | ---------- | ------------ |
| 〜12.09秒      | 18         | 1.80         |
| 12.10〜12.19秒 | 17         | 2.00         |
| 12.20〜12.29秒 | 16         | 2.20         |
| 12.30〜12.39秒 | 15         | 2.40         |
| 12.40〜12.49秒 | 14         | 2.80         |
| 12.50〜12.59秒 | 12         | 3.00         |
| 12.60〜12.69秒 | 10         | 3.20         |
| 12.70〜12.79秒 | 8          | 3.40         |
| 12.80〜12.89秒 | 7          | 3.60         |
| 12.90秒〜      | 6          | 3.80         |

### 遠投テスト
| 飛距離     | 肩(野手) | 球速(投手) |
| ---------- | -------- | ---------- |
| 130m〜     | 10       | 160km      |
| 120m〜129m | 9        | 160km      |
| 119m       | 9        | 155km      |
| 118m       | 9        | 150km      |
| 116m〜117m | 8        | 145km      |
| 110〜115m  | 7        | 140km      |
| 100〜109m  | 6        | 135km      |
| 80〜99m    | 5        | 130km      |
| 70〜79m    | 4        | 130km      |
| 〜69m      | 3        | 130km      |

### 打撃テスト
| ヒット | 打率 |
| ------ | ---- |
| 15     | .385 |
| 14     | .380 |
| 13     | .375 |
| 12     | .370 |
| 11     | .365 |
| 10     | .360 |
| 9      | .345 |
| 8      | .330 |
| 7      | .315 |
| 6      | .300 |
| 5      | .285 |
| 4      | .270 |
| 3      | .255 |
| 2      | .240 |
| 1      | .225 |
| 0      | .210 |

### HRテスト
| 総飛距離(計3回) | HR数 |
| --------------- | ---- |
| 440m〜          | 50   |
| 420〜439m       | 45   |
| 400〜419m       | 40   |
| 360〜399m       | 35   |
| 340〜359m       | 32   |
| 320〜339m       | 30   |
| 300〜319m       | 25   |
| 280〜299m       | 20   |
| 260〜279m       | 15   |
| 240〜259m       | 10   |
| 220〜239m       | 9    |
| 200〜219m       | 8    |
| 180〜199m       | 7    |
| 160〜179m       | 6    |
| 140〜159m       | 5    |
| 120〜139m       | 4    |
| 100〜119m       | 3    |
| 80〜99m         | 2    |
| 〜79m           | 0    |

### 守備テスト
| 成績 | 守備力(野手) | スタミナ(投手) |
| ---- | ------------ | -------------- |
| 15   | 10           | 20             |
| 14   | 9            | 19             |
| 13   | 9            | 19             |
| 12   | 9            | 18             |
| 11   | 9            | 18             |
| 10   | 8            | 17             |
| 9    | 7            | 16             |
| 8    | 6            | 15             |
| 7    | 5            | 15             |
| 6    | 5            | 14             |
| 5    | 5            | 14             |
| 4    | 4            | 14             |
| 3    | 4            | 13             |
| 2    | 3            | 12             |
| 1    | 3            | 11             |
| 0    | 3            | 10             |

### 投球テスト
| 成績   | 変化球(右左下の数値、投手のみ) |
| ------ | ------------------------------ |
| 15     | 10                             |
| 12〜14 | 9                              |
| 9〜11  | 8                              |
| 7〜8   | 7                              |
| 6      | 6                              |
| 3〜5   | 5                              |
| 〜2    | 4                              |

### 星座によるボーナスポイント
| 生年月日     | 星座   | ボーナス           |
| ------------ | ------ | ------------------ |
| 3/21〜4/20   | 牡羊座 | 打率+.022          |
| 4/21〜5/21   | 牡牛座 | HR+8               |
| 5/22〜6/21   | 双子座 | 走力+3             |
| 6/22〜7/22   | 蟹座   | 肩+2               |
| 7/23〜8/22   | 獅子座 | 防御率-0.50        |
| 8/23〜9/23   | 乙女座 | 変化球+3           |
| 9/24〜10/23  | 天秤座 | 守備+2             |
| 10/24〜11/22 | 蠍座   | スタミナ+2・守備+2 |
| 11/23〜12/21 | 射手座 | 不明               |
| 12/22〜1/18  | 山羊座 | 打率+.018          |
| 1/19〜2/18   | 水瓶座 | HR+12              |
| 2/19〜3/20   | 魚座   | 不明               |

※打点の決まり方:打点=(打率-200)*0.4+HR数*2

## 開発スタッフ
※リーグ戦モードのエンドロールを参照。
企画
- 石田太輔

プログラム
- 岸本好弘（きっしい）
- 岡野義明（GARON）
- はらだ
- ちぃばや

グラフィック
- T&A（MURAYA-）
- ゆきこ・ほどの ※・の部分は、野球ボールの絵。
- KATO
- KUNIMI-K.III
- KUSSA!
- TADASHI.S
- CTHLHU
- しましま〜〜〜 ※島本昌弘

サウンド
- 堀込高樹 ※高の字は、はしごだか＝髙。
- 中川浩二
- ずん ※小沢純子

デバッグ
- 鶴谷 & デバッグチーム

## 備考
本作のオープニングムービーは、各チームの本拠地として登場する球場のデータをイラストとともに紹介するものだった（全部で3パターンある）。紹介されているデータは、球場名・ファミスタシリーズでの初登場年・収容人員・両翼距離・センター（中堅）距離である。また、タイトル画面では、初めてキャラクターのアニメーション（バッターが小刻みに動くもの）を導入した。
チャンステーマとして流れる応援曲は、『スーパーファミスタ』『スーパーファミスタ2』の後攻チーム用テーマ曲のリメイクである。
ゲームメニュー画面のテーマ音楽は、のちに作曲者堀込高樹が組むバンド・キリンジの楽曲『癇癪と色気』としてリメイクされた。
隠しチームは、チーム選択画面で、ナムコないしはドリームスにカーソルを合わせた状態で、Rキーを押しながら十字キーの左右いずれかを押すと選択することができる。また、阪神ないしは日本ハムにカーソルを合わせた状態で、Rキーを押しながら十字キーの下を押しても選択することができる。
代打（控え野手）を全て使い切った上で、延長戦に持ち込むと、攻撃イニングで監督を代打に起用することができる。

## 関連書籍
- スーパーファミスタ4必勝攻略法

1995年3月、双葉社より「スーパーファミコン完璧攻略シリーズ」の第94巻として発行。編者：ファイティングスタジオ。書籍コード：ISBN 4575284432